# Persone di nome Ljudmila
| Questa pagina contiene informazioni ricavate automaticamente dalle voci biografiche con l'ausilio del template Bio e di un bot. L'aggiornamento è periodico e automatico e ricostruisce completamente la pagina. Se manca una persona in questa lista, sei pregato di non aggiungerla, ma accertati piuttosto che la sua voce biografica contenga il template Bio e che i dati anagrafici siano correttamente compilati. Se il template Bio manca, inseriscilo tu stesso o, in alternativa, metti l'avviso {{tmp\|Bio}} che ne segnala la mancanza. Se i dati riportati sono sbagliati, correggi direttamente la voce biografica; le modifiche saranno visibili in questa lista entro pochi giorni. Per chiarimenti vedi il progetto antroponimi. La lista contiene solo le 64 persone che sono citate nell'enciclopedia e per le quali è stato implementato correttamente il template Bio. Pagina aggiornata al 16 ott 2024. |

Questa è una lista di persone presenti nell'enciclopedia che hanno il prenome Ljudmila, suddivise per attività principale.

## Altiste(1)
- Ljudmila Andonova, ex altista bulgara (Novočerkassk, n. 1960)

## Astronome(3)
- Ljudmila Ivanovna Černych, astronoma russa (Šuja, n. 1935 - † 2017)
- Ljudmila Georgievna Karačkina, astronoma sovietica (Rostov sul Don, n. 1948)
- Ljudmila Vasil'evna Žuravlёva, astronoma sovietica (n. 1946)

## Attrici(7)
- Ljudmila Celikovskaja, attrice sovietica (Astrachan', n. 1919 - Mosca, † 1992)
- Ljudmila Chitjaeva, attrice sovietica (Nižnij Novgorod, n. 1930)
- Ljudmila Sergeevna Glazova, attrice sovietica (Iževsk, n. 1907 - Leningrado, † 1981)
- Ljudmila Markovna Gurčenko, attrice sovietica (Charkiv, n. 1935 - Mosca, † 2011)
- Ljudmila Kasatkina, attrice sovietica (n. 1925 - Mosca, † 2012)
- Ljudmila Michajlovna Savel'eva, attrice e ballerina sovietica (Leningrado, n. 1942)
- Ljudmila Semёnova, attrice sovietica (San Pietroburgo, n. 1899 - Mosca, † 1990)

## Biatlete(4)
- Ljudmila Anan'ka, ex biatleta bielorussa (Navahrudak, n. 1982)
- Ljudmila Arloŭskaja, ex biatleta bielorussa (Tver', n. 1973)
- Ljudmila Kalinčyk, biatleta bielorussa (Barysaŭ, n. 1982)
- Ljudmila Zabolotnaja, ex biatleta sovietica

## Canoiste(1)
- Ljudmila Pinaeva, ex canoista sovietica (Krasnoe Selo, n. 1936)

## Cantanti(4)
- Ljudmila Djakovska, cantante bulgara (Pleven, n. 1976)
- Ljudmila Senčina, cantante e attrice russa (Kudrjavci, n. 1950 - San Pietroburgo, † 2018)
- Ljudmila Georgievna Zykina, cantante russa (Mosca, n. 1929 - Mosca, † 2009)
- Ljusja Čebotina, cantante russa (Petropavlovsk-Kamčatskij, n. 1997)

## Cestiste(8)
- Ljudmila Bubčikova, ex cestista sovietica (Mosca, n. 1945)
- Ljudmila Furceva, ex cestista russa (Mosca, n. 1974)
- Ljudmila Jedeleva, cestista sovietica (Sverdlovsk, n. 1939 - Ekaterinburg, † 2023)
- Ljudmila Konovalova, ex cestista russa (Sverdlovsk, n. 1968)
- Ljudmila Kukanova, ex cestista sovietica (Mosca, n. 1939)
- Ljudmila Nikitina, ex cestista sovietica (Leningrado, n. 1937)
- Ljudmila Sapova, ex cestista russa (Mosca, n. 1984)
- Ljudmila Švecova, cestista sovietica (n. 1945 - † 2023)

## Danzatrici su ghiaccio(1)
- Ljudmila Pachomova, danzatrice su ghiaccio sovietica (Mosca, n. 1946 - Mosca, † 1986)

## Discobole(1)
- Ljudmila Murav'ëva, ex discobola sovietica (Mosca, n. 1940)

## Ginnaste(4)
- Ljudmila Gromova, ex ginnasta sovietica (Miass, n. 1942)
- Ljudmila Egorova, ginnasta sovietica (Lomonosov, n. 1931 - Kaliningrad, † 2009)
- Ljudmila Ežova, ex ginnasta russa (n. 1982)
- Ljudmila Turiščeva, ex ginnasta sovietica (Groznyj, n. 1952)

## Lunghiste(2)
- Ljudmila Galkina, ex lunghista russa (Saratov, n. 1972)
- Ljudmila Kolčanova, lunghista russa (Šar'ja, n. 1979)

## Mezzofondiste(3)
- Ljudmila Bragina, ex mezzofondista sovietica (Sverdlovsk, n. 1943)
- Ljudmila Rogačëva, ex mezzofondista russa (Ladovskaja Balka, n. 1966)
- Ljudmila Ševcova, ex mezzofondista sovietica (Taman', n. 1934)

## Militari(1)
- Ljudmila Michajlovna Pavličenko, militare sovietica (Bila Cerkva, n. 1916 - Mosca, † 1974)

## Nuotatrici(2)
- Ljudmila Klipova, ex nuotatrice sovietica (Zaporižžja, n. 1937)
- Ljudmila Korobova, ex nuotatrice sovietica (Čeljabinsk, n. 1942)

## Pallamaniste(1)
- Ljudmila Postnova, ex pallamanista russa (Jaroslavl', n. 1984)

## Pallavoliste(1)
- Ljudmila Meščerjakova, pallavolista sovietica (Leningrado, n. 1938 - Mosca, † 2006)

## Pattinatrici artistiche su ghiaccio(2)
- Ljudmila Belousova, pattinatrice artistica su ghiaccio sovietica (Ul'janovsk, n. 1935 - Lake Placid, † 2017)
- Ljudmila Smirnova, ex pattinatrice artistica su ghiaccio sovietica (Leningrado, n. 1949)

## Pattinatrici di velocità su ghiaccio(2)
- Ljudmila Prokašëva, ex pattinatrice di velocità su ghiaccio kazaka (Pavlodar, n. 1969)
- Ljudmila Titova, ex pattinatrice di velocità su ghiaccio sovietica (Čita, n. 1946)

## Pentatlete(1)
- Ljudmila Sirotkina, pentatleta russa (n. 1981)

## Pianiste(1)
- Ljudmila Valentinovna Berlinskaja, pianista e attrice russa (Mosca, n. 1960)

## Politiche(3)
- Ljudmila Narusova, politica, docente e conduttrice televisiva russa (Brjansk, n. 1951)
- Ljudmila Novak, politica e insegnante slovena (Maribor, n. 1959)
- Ljudmila Putina, politica russa (Kaliningrad, n. 1958)

## Rivoluzionarie(1)
- Ljudmila Aleksandrovna Volkenštejn, rivoluzionaria russa (Kiev, n. 1855 - Vladivostok, † 1906)

## Schermitrici(1)
- Ljudmila Šišova, schermitrice sovietica (Nižnij Novgorod, n. 1940 - Nižnij Novgorod, † 2004)

## Scrittrici(3)
- Ljudmila Alekseeva, scrittrice, storica e attivista russa (Eupatoria, n. 1927 - Mosca, † 2018)
- Ljudmila Petruševskaja, scrittrice, drammaturga e pittrice russa (Mosca, n. 1938)
- Ljudmila Evgen'evna Ulickaja, scrittrice e sceneggiatrice russa (Davlekanovo, n. 1943)

## Tenniste(2)
- Ljudmila Samsonova, tennista russa (Olenegorsk, n. 1998)
- Ljudmila Skavronskaja, ex tennista russa (n. 1980)

## Velociste(3)
- Ljudmila Kondrat'eva, ex velocista sovietica (Šachty, n. 1958)
- Ljudmila Litvinova, velocista russa (Lipeck, n. 1985)
- Ljudmila Maslakova, ex velocista sovietica (Astrachan', n. 1952)

## Senza attività specificata(1)
- Ljudmila Semenjaka, ex ballerina russa (Leningrado, n. 1952)